# Poszło
Poszło – trzeci singel polskiego piosenkarza Vito Bambino z jego drugiego albumu studyjnego, zatytułowanego Pracownia. Singel został wydany 6 kwietnia 2022.
Nagranie otrzymało w Polsce status platynowego singla, przekraczając liczbę 50 tysięcy sprzedanych kopii.

## Geneza utworu i historia wydania
Utwór napisali i skomponowali Mateusz Dopieralski, Brian Massaka i Amar Ziembiński, którzy również odpowiadają za produkcję piosenki.
Singel ukazał się w formacie digital download 6 kwietnia 2022 w Polsce za pośrednictwem wytwórni płytowej Def Jam Recordings w dystrybucji Universal Music Polska. Piosenka została umieszczona na drugim albumie studyjnym Bambino – Pracownia.

## Teledysk
Do utworu powstał teledysk w reżyserii samego piosenkarza, który udostępniono 7 kwietnia 2022 za pośrednictwem serwisu YouTube.

## Lista utworów
- Digital download[2]

1. „Poszło” – 3:44

## Certyfikaty
| Kraj          | Certyfikat      | Sprzedaż |
| ------------- | --------------- | -------- |
| Polska (ZPAV) | platynowa płyta | 50 000+  |